# Atkinsons
Atkinsons is een in 1872 opgericht warenhuis gelegen aan The Moor in het Engelse Sheffield. De winkel is in familiehanden. Het assortiment bestaat onder andere uit mode, meubels, verlichting, geschenken, cosmetica, bedden, huishoudelijke apparaten en keukenartikelen. Daarnaast zijn er drie verschillende eetgelegenheden en een parkeerdek dat bereikbaar is via Charter Row.

## Geschiedenis
John Atkinson verhuisde in 1865 naar Sheffield en werkte tot zijn 26e als assistent bij manufacturenzaak Cole Brothers in Sheffield. In 1872 opende hij zijn eigen textielwinkel aan The Moor (destijds South Street geheten), gespecialiseerd in kousen, linten en kant.
De winkel begon uit te breiden door in 1879 de naastgelegen winkel te kopen en in 1890 was het omgevormd van een textielwinkel tot een warenhuis. Atkinson had voldoende vertrouwen in het aanhoudende succes om de oorspronkelijke winkelpanden te slopen en te vervangen door een nieuw pand. Harold en Walter, de zonen van John Atkinson, namen het bedrijf uiteindelijk over van hun vader, die in 1929 stierf. Tijdens de jaren dertig had Atkinsons een dierentuin in de winkel, van waaruit een babykrokodil ontsnapte en later dood werd aangetroffen in de liftschacht.
In 1940, tijdens de Tweede Wereldoorlog, werd de winkel volledig verwoest. Het bedrijf improviseerde echter met het opzetten van een hoofdkwartier in de St. Judes Church in Milton Street en het openen van afdelingen in de stad, waaronder een kiosk buiten het treinstation en in de deels vernietigde Central Cinema. Het bedrijf verloor zijn complete boekhouding tijdens de brand, maar 80% van zijn uitstaande kredieten werd binnen drie maanden na het bombardement terugbetaald. Het bedrijf werd op deze manier geëxploiteerd tot 1960, toen een nieuwe speciaal gebouwde winkel werd geopend op The Moor. 
Het warenhuis deed aanzienlijke investeringen in 2017 om zijn klanten een moderne winkel- en vrijetijdservaring te blijven bieden. Daarnaast werden er nieuwe toonaangevende merken in het assortiment opgenomen. Het warenhuis heeft een oppervlakte van ruim 6.900m². In 2020 won het warenhuis een Sheffield Retail Award.